# Farewell, Angelina (álbum)
Farewell, Angelina es el cuarto álbum de estudio de la cantante estadounidense Joan Báez, publicado por la compañía discográfica Vanguard Records en noviembre de 1966. Nombrado sobre la base de una canción de Bob Dylan, Farewell Angelina alcanzó el puesto diez de la lista estadounidense Billboard 200.
El álbum representó un cambio con respecto al estilo estrictamente folk con el que Báez había comenzado su carrera, incluyendo por primera vez una banda de respaldo eléctrica, con Bruce Langhorne en la guitarra eléctrica. Otros músicos que colaboraron en la grabación de Farewell Angelina incluyeron a Russ Savakus al bajo y Ralph Rinzler a la mandolina. El álbum incluyó cuatro versiones de Bob Dylan así como una lectura en alemán de "Where Have All the Flowers Gone".
En 2002, Vanguard reedió Farewell Angelina en disco compacto con tres canciones extra: «One Too Many Mornings», «Rock, Salt, And Nails» y «The Water is Wide». La fotografía de portada fue realizada por Richard Avedon.
En su primera edición en vinilo en España, la canción "Sagt Mir wo die Blumen sind" ("Where Have All the Flowers Gone?") fue censurada y sustituida por "Bachianas Brasileiras", del álbum "Joan Baez 5"

## Lista de canciones
1. "Farewell Angelina" (Bob Dylan) – 3:13
2. "Daddy, You Been on My Mind" (Bob Dylan) – 2:15
3. "It's All Over Now, Baby Blue" (Bob Dylan) – 3:21
4. "The Wild Mountain Thyme" (Tradicional, arr. Francis McPeake Family) – 4:34
5. "Ranger's Command" (Woody Guthrie) – 3:13
6. "Colours" (Donovan Leitch) – 3:02
7. "Satisfied Mind" (Joe "Red" Hayes, Jack Rhodes) – 3:22
8. "The River in the Pines" (Tradicional) – 3:33
9. "Pauvre Ruteboeuf" ("Poor Ruteboeuf") (Léo Ferré, Ruteboeuf) – 3:28
10. "Sagt Mir wo die Blumen sind" ("Where Have All the Flowers Gone?") (Pete Seeger) – 4:00
11. "A Hard Rain's A-Gonna Fall" (Bob Dylan) – 7:36

Reedición de 2002
1. "One Too Many Mornings" (Bob Dylan) – 2:45
2. "Rock, Salt and Nails" (Bruce Duncan "Utah" Phillips) – 3:43
3. "The Water Is Wide" (Tradicional) (Child No. 204) – 3:09

## Personal
- Joan Báez: voz y guitarra acústica
- Bruce Langhorne: guitarra eléctrica
- Ralph Rinzler: mandolina
- Richard Romoff: contrabajo
- Russ Savakus: bajo

## Posición en listas
| País           | Lista         | Posición |
| -------------- | ------------- | -------- |
| Estados Unidos | Billboard 200 | 10       |